# Шейх Заид (стадион)
«Заид Спортс Сити Стэдиум», ранее известный как «Шейх Заид» (араб. ستاد مدينة زايد الرياضية‎) — многофункциональный стадион, расположенный в спортивном комплексе Заид Спорт Сити в Абу-Даби, ОАЭ, домашняя арена сборной ОАЭ. Используется в основном для проведения футбольных матчей и различных соревнований по лёгкой атлетике. Был построен в 1979 году и назван в честь ныне покойного Шейха Заида ибн Султана Аль Нахайяна, основателя и первого президента Объединённых Арабских Эмиратов.

## Характеристики
Первоначально стадион предполагалось построить на 60 000 зрителей, однако после капитального ремонта его вместимость сократилась до 49 500 человек, чтобы соответствовать стандартам безопасности ФИФА.

## История
На стадионе проводились матчи таких соревнований, как Кубок наций Персидского залива по футболу в 1982, 1994, 2007 годах. Также на стадионе проводились матчи Кубка Азии по футболу 1996, включая и финал (в котором сборная ОАЭ уступила сборной Саудовской Аравии (0:0, 2:4 по пен.).
Ещё одним из крупных турниров, матчи которого проходили на стадионе, стал чемпионат мира по футболу среди молодёжных команд 2003 года. На «Шейх Заид» прошли матч открытия и финал этого соревнования.
Начиная с 2003 года, на стадионе ежегодно проводится финал Кубка ОАЭ.
12 ноября 2009 года на стадионе прошёл товарищеский матч между сборной ОАЭ и футбольным клубом «Манчестер Сити». Победу со счётом 1:0 праздновала команда ОАЭ.
2 года подряд, совместно со стадионом «Мухаммад ибн Заид Стэдиум», «Шейх Заид» проводил матчи клубного чемпионата мира по футболу 2009 и 2010-х годов. Оба раза финалы принимал именно «Шейх Заид».
9 февраля 2011 года на стадионе состоялся товарищеский матч между сборной Ирана и сборной России. Победу со счётом 1:0 одержала команда Ирана. Победный гол на 90-й минуте забил Мохаммад-Реза Халатбари.
21 января 2019 года на стадионе состоялся матч между сборной ОАЭ и сборной Кыргызстана в рамках Кубза Азии 2019 года.

## Исторические матчи на стадионе
- 1996: Сборная ОАЭ — Сборная Саудовской Аравии (финал, Кубок Азии по футболу) — 0:0 (2:4 по пен.)
- 2007: Сборная Омана — сборная ОАЭ (финал, Кубок наций Персидского залива) — 0:1[1]